# Cecil Milner
Edward Cecil Milner, född 10 april 1905 i Merton, Wibledon, död 25 november 1989 i West Wickham, var en brittisk musiker, kompositör och arrangör. Milner studerade vid Royal Academy of Music 1924–1932. Han spelade flera instrument och debuterade som kompositör med ett flertal "seriösa" verk, men kom senare att huvudsakligen skriva och arrangera musik för filmen och populära orkestrar. Milner samarbetade mellan 1952 och 1974 med Mantovani och gjorde över 250 arrangemang för dennes orkester.

## Filmmusik i urval
- 1938 – En dam försvinner [3]
- 1952 – Flottare med färg (sång: Gunman) [4]
- 1954 – Gula divisionen (sång: Melody for Lovers) [5]
- 1954 – En natt på Glimmingehus (sång: Melody for Lovers) [6]
- 1955 – Friarannonsen (sång: Lido) [7]
- 1956 – Åsa-Nisse flyger i luften (sång: Gunman) [8]
- 1956 – Rätten att älska (sång: Melody for Lovers) [9]

## Musik
- In a Pine Forest (1929)
- Pastoral Suite for Orchestra (1930)
- Gunman
- Lido (1953)
- Lovelorn Lady
- Melody for Lovers (1953)
- Midsummer Gladness
- Primrose Dell (1950)
- Shadow on the Blind
- Ticker Tape (1952)
- Trysting Place (1950)
- Vigil (1950)
- Air News [10]
- Rescue [10]
- Master Mariner [10]